# Луко Везилић
Луко Везилић (или Лука Везилић; Цавтат, 2. јул 1948) бивши је југословенски ватерполиста.

## Спортска биографија
Рођен је у Цавтату 2. јула 1948 године. Играо је на позицији голмана. За ватерполо клуб Југ из Дубровника је дебитовао 1968. године. С Југом је Везилић 1980. године освојио првенство Југославије и титулу првака Европе. Проглашен је за најбољег голмана света 1978. и 1980. године.
Био је репрезентативац Југославије. Прво велико такмичење на којем је наступио било је Европско првенство у Бечу 1974, где је освојио бронзу. Играо је на Европском првенству 1977. године у Јонћепингу и освојио сребрну медаљу, те на Светском првенству 1978. у Западном Берлину, где је такође освојио сребро. На Медитеранским играма у Сплиту 1979. године освојио је злато. Највећи успех постигао је 1980. године на Олимпијским играма у Москви када је освојио сребрну медаљу. За репрезентацију Југославије бранио је на 210 сусрета.
Недуго након освајања олимпијског сребра, на утакмици купа Југославије против Јадрана из Сплита, доживео је тешку повреду ока. Играч екипе Јадрана по презимену Ковачић је био испред Везилића, који је излетео с гола, случајно га је прстом ударио у око. Било је то 17. октобра 1980. године. Месец и по дана Везилић је провео у болници, али није више било могућности за повратак, те завршава каријеру.

## Успеси
Играч
Југославија
- медаље
- сребро : Олимпијске игре Москва 1980.